# Кировский (Башкортостан)
Ки́ровский (баш. Кировский) — деревня в Иглинском районе Республики Башкортостан Российской Федерации. Входит в состав Улу-Телякского сельсовета.

## География

### Географическое положение
Расстояние до:
- районного центра (Иглино): 72 км,
- центра сельсовета (Улу-Теляк): 2 км,
- ближайшей ж/д станции (Улу-Теляк): 2 км.

## Население
| 2002 | 2009 | 2010 |
| ---- | ---- | ---- |
| 65   | →65  | ↗72  |